# Daihatsu Zebra
El Daihatsu Hijet (ダイハツ・ハイゼット Daihatsu Haizetto?) es una cabina over microvan y un kei truck producidos y vendidos por el fabricante de automóviles japonés Daihatsu desde 1960. A pesar de las similitudes entre el nombre Hijet y el esquema de nomenclatura de Toyota para sus camiones y furgonetas (HiAce y Hilux), El nombre "Hijet" se ha utilizado para los kei truck y microvan de Daihatsu desde 1960, más de dos décadas antes de que Toyota tomara el control. "Hijet", cuando se translitera al japonés, es muy similar a "Midget", uno de los otros minirremolques de Daihatsu. Según Daihatsu, el nombre "Hijet" se creó para dar a entender que el vehículo ofrece un rendimiento superior al Midget. El Hijet compite en Japón con el Honda Acty, Mitsubishi Minicab, Nissan Clipper, Subaru Sambar u Suzuki Carry.
Hasta noviembre de 2020, alrededor de 7.4 millones de Hijets se habían vendido en Japón.